# 阿福·佩爾特
阿沃·帕特（愛沙尼亞語發音：[ˈɑrʋo ˈpært]；1935年9月11日—），又譯派爾特，出生於愛沙尼亞派德，20世紀愛沙尼亞作曲家。他的作品以合唱聖樂最為人所知。「神聖簡約主義」的主要作曲家之一。

## 生平与创作
|               | 就是在愛沙尼亞，阿福的感覺也跟我們的一模一樣……我喜歡他的音樂，我喜歡他的勇氣和天份……他跟時代精神完全脱節，但卻是那麼的受歡迎，真是發人深省。他的音樂滿足人心深處的需要，跟潮流一些關係也沒有。 |
| ——斯蒂夫·莱奇 | |

佩爾特七歲開始在拉克韋雷（那時他的一家都遷到那裡居住）的音樂學校學音樂，十四五歲時開始自己作曲。他在愛沙尼亞首府塔林音樂學院跟海諾·埃勒（Heino Eller）老師學音樂時，有人說他：「似乎揮一揮袖子就有些音符掉下來」。當時很少聽到蘇聯以外的音樂，只有一些低素質的錄音帶及樂譜。
佩爾特出生時愛沙尼亞仍是獨立國，但自1940年被蘇聯吞併後佔領了它51年。
佩爾特所有作品一般可分為兩個時期。他的早期作品是嚴格的新古典風格作品，這是受肖斯塔科维奇、普罗科菲耶夫、巴托克的影響。後來他開始用荀白克的十二音技法和十二音階作曲。這令當時的蘇聯政府很憤怒，結果亦證明這創作行不通。佩爾特的傳記作家保羅·希利爾（Paul Hillier）說：「……他完全失落到覺得音樂最無用，連寫一個音符的信心及意志也沒有。」
這是比較誇張的說法，但事關佩爾特在這段時期作了他那部過渡性的第三交響曲。無論如何，這裡明顯是他人生的難關。佩爾特的反應是：將自己浸入早期音樂，回去歐洲音樂的根源。他研習素樂（plainchant）、格里高利聖詠及複調音樂在文藝復興如何出現。同時他開始探索宗教，加入俄國東正教會。
此後佩爾特的音樂徹底改變了。他稱這做鐘鳴作曲法（Tintinnabuli）——像鐘聲般。這些音樂的特徵是簡單的和聲結構、很多沒有裝飾的單音及基本的三音和弦——令人聯想到鐘聲——及節奏簡單而不變。可見早期音樂的影響。另外，佩爾特在這段時期作了很多教會斯拉夫語及拉丁文聖樂。大多數聽眾以這些後期音樂認識佩爾特。
1980年，他遷居柏林。
曼弗雷德·艾歇尔（Manfred Eicher）於1984年錄了佩爾特的幾篇作品，歐西地區因而開始注意。
佩爾特曾經說過他的音樂猶如光通過三棱鏡：每人理解音樂都不同，夾雜在一起就好像彩虹般多種音樂體驗。

## 著名作品
- 絃樂和管鐘《紀念布烈頓之歌》（Cantus in Memory of Benjamin Britten，1977年）
- 《兄弟》（Fratres，1977年），現時有近三十個不同組合的樂器版本
- 雙小提琴與鋼琴及絃樂團協奏曲《白板》（Tabula Rasa，1977年）
- 小提琴与钢琴《镜中镜》（被用在多部影视作品及其它流行文化产品中，包括几米的《向左走·向右走》）
- 合唱《柏林彌撒曲》（Berliner Messe，1990年）
- 第1號交響曲《複音音樂》（1963年）
- 第2號交響曲（1966年）
- 第3號交響曲（1971年）
- 第4號交響曲《洛杉機》（2008）－是作曲家相隔37年後再次創作的交響曲。由洛杉機管絃協會所委約，並於2009年1月10日首演。編制為絃樂隊、豎琴及敲擊樂器[2]

## 外部連結
- Arvo Pärt （页面存档备份，存于） — extensive site
- arvopart.info Archive.today的存檔，存档日期2013-09-17 — another comprehensive site with current news
- David Pinkerton's Arvo Pärt archive — yet another extensive site, with some good analytical writing.
- Biography in MUSICMATCH Guide （页面存档备份，存于） - Small biography and list of works.
- Arvo Pärt and the New Simplicity （页面存档备份，存于） — text of a radio interview from October 11, 1998
- Pärt's page at Universal Editions — purchase scores and find out about performances of Part's music worldwide, plus detailed work list
- Steve Reich about Arvo Pärt, in an interview with Richard Williams, The Guardian, January 2, 2004 （页面存档备份，存于）
- Spike Magazine Interview （页面存档备份，存于）